# هربرت في. غونتر
هربرت في. غونتر (بالألمانية: Herbert V. Guenther)‏ هو فيلسوف ألماني، ولد في 17 مارس 1917 في مدينة بريمن في ألمانيا، وتوفي في 11 مارس 2006.